# Class 15
De Class 15 is een reeks Britse diesellocomotieven, ook bekend als BTH Type 1, die werd ontworpen door British Thomson-Houston en tussen 1957 en 1961 gebouwd door de Yorkshire Engine Company en de Clayton Equipment Company.

## Geschiedenis
In het kader van het moderniseringsplan van British Railways uit 1955 werden tien locomotieven besteld voor een vergelijkend onderzoek van de z.g. Type 1 locomotieven bedoeld voor lokale goederentreinen leeg reizigers materieel.

## De bouw
Het ontwerp en de bouw vonden plaats als samenwerking tussen verschillende bedrijven. Hoofdaannemer BTH verzorgde de elektrische uitrusting, Paxman leverde de motoren, Clayton de draaistellen en bovenbouw en de eindmontage vond plaats in de fabriek van Yorkshire Engine te Sheffield. De locomotieven kwamen tussen november 1957 en november 1958 in dienst met de nummers D8200–D8209. Het ontwerp zag er veel belovend uit en een vervolgorder van 34 locomotieven volgde snel. Deze locomotieven kregen de nummers D8210–D8243 en werden gebouwd door Clayton in Hatton, Derbyshire. De aflevering volgde tussen oktober 1959 en februari 1961.

## In bedrijf
De eerste tien werden afgeleverd aan de London Midland Regio van British Railways in het depot van Devons Road in Bow in het noordoosten van Londen, voor vergelijkende proeven met de concurrenten, de North British Type 1 en de English Electric Type 1. Korte tijd later werd de hele reeks overgebracht naar het nabijgelegen depot Stratford van de Eastern Regio overgebracht waar ze tot de buitendienststelling bleven. De tweede groep van tien werd aanvankelijk ondergebracht in het depot van March, Cambridgeshire in East Anglia, maar als gevolg van de Clean Air Act 1956 werden ze snel naar Oost-Londen overgebracht om de stoomtractie daar te vervangen. Vervolgens werden de locomotieven verdeeld over de depots Stratford, Finsbury Park en Ipswich.

## Ongelukken en voorvallen
Op 21 november 1963 ramde de D8221 tijdens rangeerwerkzaamheden in Ipswich (Suffolk)een stookblok en kwam midden op Croft Street tot stilstand. Nadat pogingen om met diesellocomotieven de D8221 weer op de rails te krijgen waren mislukt, slaagde de enige nog in Ipswich aanwezige stoomlocomotief, die voor verwarmingsdoeleinden nog op het station stond, wel.

## Problemen
De reeks kende verschillende problemen met de betrouwbaarheid, met name de motoren vereisten veel onderhoud. Verschillende aanpassingen aan de zuigers, afdichtingen, onderhoudsschema's en de cilinderkoppen betekenden een enorme verbetering, maar een ingewikkelde V 16 motor met slechts 800 pk en het geringe aantal eenheden veroordeelde ze tot aannemers klussen. De zogeheten road-switcher opbouw met slechts één cabine aan een kant van de locomotief resulteerde in slecht zicht voor de bemanning in beide rijrichtingen. Dit werd aanvankelijk nog aanvaard omdat het niet erger was dan bij stoomlocomotieven. Ondanks deze problemen voldeden ze beter dan de andere Type 1 locomotieven uit die tijd, zoals de Class 16 en de latere Class 17.

## Uitstroom
Door het teruglopende goederenvervoer in Londen en omgeving, en als relatief kleine reeks met afwijkende bouwwijze, werden ze eind jaren '60 als overtallig beschouwd. Tussen april 1968 en maart 1971 werden ze allemaal uit de commerciële dienst teruggetrokken.

## Ombouw
Op vier na werden ze allemaal opgeknipt voor de sloop eind 1972. De overgebleven vier werden omgebouwd tot omgemotoriseerde elektrische voorverwarmings eenheden in de werkplaats van Doncaster. Deze taak werd nog iets meer dan tien jaar uitgevoerd tot ze ook daarvoor overbodig werden en uiteindelijk uitgerangeerd.
| Oorspronkelijk nummer | Dienst voertuig | Locatie            | Uitgerangeerd | Status           |
| --------------------- | --------------- | ------------------ | ------------- | ---------------- |
| D8203                 | DB968003        | Finsbury Park (FP) | 1981          | gesloopt in 1981 |
| D8233                 | DB968001        | Finsbury Park (FP) | 1982          | museumloc        |
| D8237                 | DB968002        | Finsbury Park (FP) | 1982          | gesloopt in 1985 |
| D8243                 | DB968000        | Finsbury Park (FP) | 1989          | gesloopt in 1991 |

## Historisch materieel
Van de voormalige voorverwarmingseenheden werd er één, de D8233, in 1984 gekocht als historisch materieel en is het enige overgebleven exemplaar van de reeks. Aanvankelijk werd ze ondergebracht bij de South Yorkshire Railway in Sheffield. In 1986 volgde de overbrenging naar de East Lancashire Railway en in 1988 volgde de overbrenging naar de Mangapps Farm Railway. In 1993 werd de D8233 weer verplaatst, dit keer naar Crewe als gevolg van een overeenkomst met de Waterman Heritage Trust. Sinds de aankoop in 1984 was er, op wat schilderwerk na, weinig aan onderhoud gedaan. De Waterman Heritage Trust (WHT) voerde wat noodzakelijke werkzaamheden uit, maar de restauratie liet tot 2005 op zich wachten. De gewijzigde groep eigenaren besloot, in samenspraak met WHT, dat de tijd rijp was om de locomotief weer rijvaardig te maken. In februari 2006 werd de locomotief teruggebracht naar de  East Lancashire Railway nadat een restauratieplan tot stand gekomen was, wat momenteel wordt uitgevoerd.